# Лярский, Иван Герасимович
Ива́н Гера́симович Ля́рский (7 января 1897, м. Лиозно, ныне Лиозненский район, Витебская область — 12 ноября 1964, Армавир, Краснодарский край) — советский военный деятель, генерал-майор артиллерии (1944 год).

## Начальная биография
Иван Герасимович Лярский родился 7 января 1897 года в м. Лиозно ныне Лиозненского района Витебской области.

## Военная служба

### Первая мировая и гражданская войны
В октябре 1915 года был призван в ряды Русской императорской армии и направлен рядовым сначала в 94-й, а затем в 95-й пехотный полк (Казанский военный округ).
В апреле 1916 года был направлен на учёбу в Горийскую школу прапорщиков, после окончания которой в июле того же года был назначен на должность младшего офицера роты в 154-м запасном пехотном полку, дислоцированном в Глазове, а в январе 1917 года — на эту же должность в составе 8-го запасного пехотного полка, дислоцированного в Рославле. В марте того же года Лярский был направлен в 18-й гренадёрский Карский полк, в составе которого, находясь на должностях младшего офицера роты и командира роты, принимал участие в боевых действиях на Западном фронте.
В январе 1918 года был демобилизован из рядов армии, после чего работал в сельском хозяйстве в Витебской губернии, однако в октябре того же года был призван в ряды РККА, после чего был назначен на должность командира роты 27-го стрелкового полка, а в июне 1920 года — на должность командира взвода полковой школы запасного полка 15-й армии. Находясь на этих должностях, принимал участие в боевых действиях во время в советско-польской войны, а также против вооруженных формирований на территории Борисовского уезда (Минская губерния).

### Межвоенное время
В феврале 1921 года был назначен на должность помощника командира роты в составе учебного полка Западного фронта, а затем — на эту же должность в составе 14-го стрелкового полка (5-я стрелковая дивизия).
В декабре 1923 года был направлен на учёбу Киевскую объединённую военную школу комсостава РККА, после окончания которой в августе 1925 года был назначен на должность командира роты 98-го стрелкового полка, в августе 1928 года — на должность помощника начальника, затем — на должность начальника отделения пункта ПВО Брянска, в марте 1931 года — на должность начальника штаба пункта ПВО Гомеля, а в сентябре — на должность начальника штаба 4-го полка ПВО.
В ноябре 1932 года Лярский был направлен на учёбу на курсы усовершенствования командного состава зенитной артиллерии, дислоцированные в Севастополе, которые окончил в мае 1933 года.
В январе 1934 года был назначен на должность начальника 1-й части штаба 4-й бригады ПВО (Белорусский военный округ), в августе 1937 года — на должность начальника штаба 1-й отдельной бригады ПВО, в июне 1940 года — на должность командира 7-й отдельной бригады ПВО, а в мае 1941 года — на должность начальника штаба Запорожского бригадного района ПВО.

### Великая Отечественная война
С началом войны находился на прежней должности.
В феврале 1942 года был назначен на должность начальника отдела ПВО 39-й армии (Калининский фронт), в составе которой с 7 июля того же года находился в окружении подо Ржевом, а затем 5 сентября вместе с группой численностью 616 человек перешёл линию фронта. В октябре того же года был назначен на должность заместителя начальника артиллерии ПВО 39-й, а затем 28-й армии, которые принимали участие в боевых действиях во время Сталинградской битвы.
В марте 1943 года был назначен на должность командира 24-й зенитной дивизии, преобразованной 20 июня того же года в 24-ю зенитно-артиллерийскую. За успешное прикрытие 2-й гвардейской танковой армии во время Висло-Одерской наступательной операции, а также участие в освобождении Варшавы дивизия была награждена орденом Кутузова, а также присвоено почётное наименование «Варшавская».
В мае 1945 года был назначен на должность командира 3-го корпуса ПВО, который до этого передислоцировался из Горького в Хабаровск и с 23 мая был включён в состав Приамурской армии ПВО. Во время советско-японской войны корпус принимал участие в боевых действиях в ходе Маньчжурской наступательной операции, в которой корпус оборонял с воздуха Хабаровск, объекты Дальневосточной железной дороги, мосты, склады и аэродромы в полосе 2-го Дальневосточного фронта.

### Послевоенная карьера
После окончания войны находился на прежней должности, но с сентября 1946 года состоял в распоряжении Военного совета Войск ПВО.
Генерал-майор артиллерии Иван Герасимович Лярский в ноябре 1946 года вышел в запас. Умер 12 ноября 1964 года в Армавире (Краснодарский край).

## Награды
- Орден Ленина;
- Три ордена Красного Знамени;
- Орден Суворова 2 степени;
- Медали.